# Heteromys teleus
Heteromys teleus là một loài động vật có vú trong họ Chuột kangaroo, bộ Gặm nhấm. Loài này được Anderson & Jarrín-V. mô tả năm 2002.